# Kazimierz Ryczan

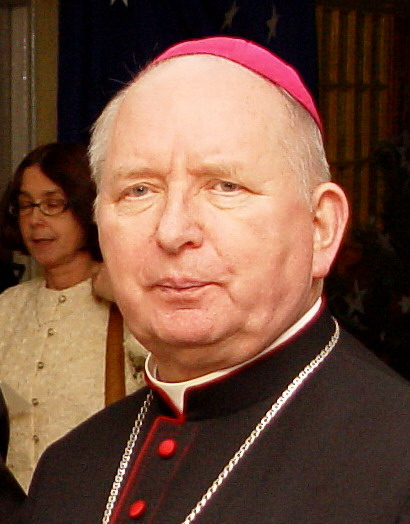
Bischof Kazimierz Ryczan

Wappen

Kazimierz Ryczan (* 10. Februar 1939 in Żurawica, Powiat Przemyski, Polen; † 13. September 2017 in Kielce) war Bischof von Kielce.

## Leben
Kazimierz Ryczan studierte von 1956 bis 1963 Theologie und Philosophie am Seminar in Przemyśl und empfing am 16. Juni 1963 durch den Bischof von Przemyśl, Franciszek Barda, das Sakrament der Priesterweihe für das Bistum Przemyśl. Er war Pfarrer in Szebniach (1963–1965) und in Rzeszów (1965–1966; 1970–1975).
Nach einem Studium am Institut der pastoralen Theologie der katholischen Universität Lublin von 1966 bis 1969 war er Dozent für katholische Sozialwissenschaften am Seminar in Przemyśl. Ab 1976 war er an der Katholischen Universität Lublin tätig und absolvierte er in Lublin von 1975 bis 1978 ein Doktoratsstudium mit einer Dissertation über die Kontinuität und Veränderung der religiösen Tradition. 1983 wurde er zum Assistenzprofessor ernannt. Wissenschaftliche Stipendien führten ihn an das katholische Institut in Paris (1979) und an die katholische Universität in Leuven (1989). 1992 habilitierte er sich an der Fakultät für Theologie der Katholischen Universität Lublin mit einer Schrift über katholische Werte in der städtischen Umwelt. 1993 wurde er zum Dekan der Fakultät für Theologie der Katholischen Universität Lublin gewählt. 1997 erfolgte die Ernennung zum Associate Professor.
Am 17. Juli 1993 ernannte ihn Papst Johannes Paul II. zum Bischof von Kielce. Der Erzbischof von Krakau, Franciszek Kardinal Macharski, spendete ihm am 11. September desselben Jahres in der Basilika Maria Himmelfahrt, St. Adalbert & St. Konstantin in Kielce die Bischofsweihe; Mitkonsekratoren waren der Sekretär der Kongregation für die Selig- und Heiligsprechungsprozesse, Kurienerzbischof Edward Nowak, und der Weihbischof in Kielce, Mieczysław Jaworski.
Am 11. Oktober 2014 nahm Papst Franziskus seinen altersbedingten Rücktritt an.
Kazimierz Ryczan wurde 1996 von Kardinal-Großmeister Carlo Kardinal Furno zum Großoffizier des Ritterordens vom Heiligen Grab zu Jerusalem ernannt und von Józef Kardinal Glemp, Großprior der polnischen Statthalterei, in den Päpstlichen Ritterorden investiert.
2013 erhielt er die Ehrenbürgerschaft von Kielce; ebenso seiner Heimatstadt Żurawica. Er erhielt für sein Wirken die Goldmedaille des polnischen Präsidenten (Medal za Długoletnią Służbę).